# 444414 Mikehankey
444414 Mikehankey è un asteroide della fascia principale esterna. Scoperto nel 2005, presenta un'orbita caratterizzata da un semiasse maggiore pari a 3,209641 UA e da un'eccentricità di 0,094376, inclinata di 14,497348° rispetto all'eclittica.